# Juan Ignacio Arrieta Ochoa de Chinchetru
Juan Ignacio Arrieta Ochoa de Chinchetru (Vitoria, 10 de abril de 1951) es un obispo español, que actualmente desempeña el cargo de secretario del Pontificio Consejo para los Textos Legislativos desde el 15 de febrero de 2007.

## Biografía
Fue ordenado sacerdote en la Prelatura del Opus Dei, el 23 de agosto de 1977.
De 1984 a 1993 y de 1995 a 1999 fue decano de la Facultad de Derecho Canónico de la Pontificia Universidad de la Santa Cruz y profesor ordinario de Organización Eclesiástica.
Fue elegido secretario del Pontificio Consejo para los Textos Legislativos y el 12 de abril de 2008 fue designado obispo titular de Civitate. Recibió la consagración episcopal el 1 de mayo de 2008.
En 2013 fue elegido por el papa Francisco coordinador de la comisión para la reforma del Instituto para las Obras de Religión, también conocido como Banco Vaticano.
El 29 de julio de 2014 fue nombrado consultor de la Congregación para la Evangelización de los Pueblos, siendo confirmado como tal in aliud quinquennium el 2 de junio de 2020.
El 26 de septiembre de 2017 fue confirmado como secretario del Pontificio Consejo para los Textos Legislativos  in aliud quinquennium.
El 2 de agosto de 2022 fue confirmado como miembro de la Comisión Disciplinaria de la Curia Romana ad aliud quinquennium.
El 26 de septiembre de 2022 fue nombrado secretario del Dicasterio para los Textos Legislativos usque ad septuagesimum quintum annum aetatis.